# Marie Riederer
Marie Riederer (* 8. Februar 1988 in Bad Muskau) ist eine deutsche Boxerin und lizenzierte Personaltrainerin.

## Karriere
Am 5. Mai 2007 gab sie ihr Debüt im Profiboxen gegen Jeniffer Prautsch. Seit 2011 ist sie Europameisterin der WIBF, Weltmeisterin der WBU und WIBF. Im Dezember 2016 wurde sie Weltmeisterin der GBC.

## Liste der Profikämpfe
| Jahr | Tag           | Halle/Ort                                    | Gegnerin / Kampfziel                             | Ergebnis für Riederer        |
| ---- | ------------- | -------------------------------------------- | ------------------------------------------------ | ---------------------------- |
| 2007 | 5. Mai        | Eisstadion, Weißwasser, Deutschland          | Jeniffer Prautsch                                | Sieg TKO 1. Runde            |
| 2007 | 27. Oktober   | Niederlausitzhalle, Senftenberg, Deutschland | Franka Wiechozek                                 | Sieg PTS 4. Runde            |
| 2008 | 4. Oktober    | Schützenplatzhalle, Bautzen, Deutschland     | Nadine Koschnick                                 | Sieg UD 4. Runde             |
| 2009 | 1. August     | Altes Funkwerk, Berlin, Deutschland          | Patricia Braesick                                | Sieg PTS 4. Runde            |
| 2010 | 18. April     | Altes Funkwerk, Berlin, Deutschland          | Ramona Hartwig                                   | Sieg TKO 2. Runde            |
| 2010 | 4. Juni       | Landesgartenschau, Aschersleben, Deutschland | Christina Hammer                                 | Niederlage KO 5. Runde       |
| 2010 | 15. August    | Sporthalle, Naumburg, Deutschland            | Jana Müller                                      | Sieg TKO 1 Runde             |
| 2010 | 11. Dezember  | Altes Funkwerk, Berlin, Deutschland          | Jana Kluge                                       | Sieg TKO 1 Runde             |
| 2011 | 15. Januar    | Boxgym FueWa, Fürstenwalde, Deutschland      | Romy Werner                                      | Sieg TKO 5. Runde            |
| 2011 | 22. Januar    | Altes Funkwerk, Berlin, Deutschland          | Maika Schubert                                   | Sieg RTD 2. Runde            |
| 2011 | 5. März       | Landkostarena, Bestensee, Deutschland        | Zelda Tekin vakante IBO-Weltmeisterschaft        | Unentschieden PKT 10. Runden |
| 2011 | 16. Juli      | Eissporthalle, Halle (Saale), Deutschland    | Tanja Viehweg                                    | Sieg TKO 2. Runde            |
| 2011 | 15. Oktober   | Ofen Stadthalle, Velten, Deutschland         | Danijele Bickei vakante WIBF-Europameisterschaft | Sieg TKO 3. Runde            |
| 2011 | 3. Dezember   | Altes Funkwerk, Berlin, Deutschland          | Jana Kluge                                       | Sieg TKO 3. Runde            |
| 2012 | 13. Oktober   | Ofen Stadthalle, Velten, Deutschland         | Angel McKenzie vakante WIBF-Weltmeisterschaft    | Sieg UD 10. Runde            |
| 2013 | 22. Juni      | Ofen Stadthalle, Velten, Deutschland         | Galina Gumliiska WIBF-Weltmeisterschaft          | Sieg UD 10. Runde            |
| 2014 | 11. April     | Universal Hall, Berlin, Deutschland          | Veronika Hornyak                                 | Sieg KO 1. Runde             |
| 2014 | 13. September | TAP 1, Kopenhagen, Dänemark                  | Klara Svensson interim WBC-Weltmeisterschaft     | Niederlage UD 10. Runde      |
| 2015 | 22. Mai       | Sportpalast Luschniki, Moskau, Russland      | Svetlana Kulakova                                | Niederlage UD 8. Runde       |
| 2015 | 27. November  | Hala na Podpromiu, Rzeszów, Polen            | Ewa Piatkowska interim EBU-Europameisterschaft   | Niederlage UD 10. Runde      |
| 2016 | 4. Dezember   | Landkostarena, Bestensee, Deutschland        | Yarkor Chavez Annan GBC-Weltmeisterschaft        | Sieg TKO 3. Runde            |